# Spaceship (chanson)
Singles de Benny Benassi
Bring the Noise
(2007) Cinema
(2011)
Spaceship est une chanson du DJ et compositeur italien de musique house Benny Benassi en collaboration avec la chanteuse Kelis, Apl.de.ap et Jean Baptiste, sortie en 2010.

## Formats et liste des pistes
Promo - Digital
1. Spaceship (Radio Edit) - 3:04

CD-Single
1. Spaceship (Radio Edit) - 3:04

## Classement par pays
| Classement (2010-2011)          | Meilleure position |
| ------------------------------- | ------------------ |
| France (SNEP)                   | 16                 |
| Belgique (Flandre Ultratip 100) | 27                 |
| Belgique (Wallonie Ultratip 50) | 40                 |